# David Donachie
David Donachie (ur. 1944 w Edynburgu) – pisarz powieści marynistycznych, autor wielu bestsellerowych książek.

## Biografia
David Donachie urodził się w Edynburgu, imał się różnych zawodów, w tym sprzedaż wszystkiego, od maszyn biznesowych po mydło. Od zawsze interesował się historią marynarki w XVIII i XIX wieku. Obecnie mieszka w Deal w hrabstwie Kent. Napisał trzy historyczne serie marynistyczne pod swoim nazwiskiem a także serię Royal Marine pod pseudonimem Tom Connery i trzy serie jako Jack Ludlow.
Pierwsza seria, sześciu książek, The Privateersman Mysteries rozpoczyna się w 1792 i przedstawia przygody Harry'ego Ludlowa, byłego kapitana marynarki wojennej, który stał się korsarzem. Bohaterem drugiej serii jest John Pearce a trzeciej Horatio Nelson i Emma Hamilton.
W 2018 wybrany został przewodniczącym Komitetu Zarządzającego Stowarzyszenia Autorów (Management Committee of the Society of Authors).

## Twórczość

### The Privateersman Mysteries
1. The Devil's Own Luck (1991)
2. The Dying Trade (1993)
3. A Hanging Matter (1994)
4. An Element of Chance (1995)
5. The Scent of Betrayal (1996)
6. A Game of Bones (1997)

### The Markham of the Marines Series
Seria wydana pod pseudonimem Tom Connery:
1. A Shred of Honour (1996)
2. Honour Redeemed (1997)
3. Honour Be Damned (1999)

### Nelson and Emma
1. On a Making Tide (2000)
2. Tested by Fate (2001)
3. Nelson: Breaking the Line (2001)

### The John Pearce Series
1. By the Mast Divided (2004)
2. A Shot Rolling Ship (2005)
3. An Awkward Commission (2006)
4. Flag of Truce (2008)
5. The Admirals' Game (2008)
6. An Ill Wind (2009)
7. Blown off Course (2011)
8. Enemies at Every Turn (2011)
9. A Sea of Troubles (2012)
10. A Divided Command (2013)
11. The Devil to Pay (2014)
12. The Perils of Command (2015)
13. A Treacherous Coast (2016)
14. On a particular service (2017)

### The Republic Series
Seria wydana pod pseudonimem Jack Ludlow:
1. The Pillars of Rome (2007)
2. The Sword of Revenge (2008)
3. The Gods of War (2008)

### The Crusades Trilogy
Seria wydana pod pseudonimem Jack Ludlow:
1. Son of Blood (2012)
2. Soldier of Crusade (2012)
3. Prince of Legend (2013)

### The Conquest Series
Seria wydana pod pseudonimem Jack Ludlow:
1. Mercenaries
2. Warriors
3. Conquest